# Fiscalità di vantaggio
Per fiscalità di vantaggio si intende l'insieme delle norme atte a fornire vantaggi di natura fiscale per lo svolgimento di attività economiche in particolari aree svantaggiate di una Regione Europea.
Il termine fu coniato per la prima volta nel 1998 dall'economista bocconiano Giuseppe Maria Liberto che, in qualità di consigliere per le politiche fiscali del Presidente della Regione Siciliana pro tempore, inserì, nelle dichiarazioni programmatiche della Presidenza, le modifiche degli articoli 36 e 37 dello Statuto della Regione Siciliana proprio al fine di compensare alcune zone in ritardo di sviluppo così come individuate nel Quadro Comunitario di Sostegno 1994-1999.

## Descrizione
Dopo 15 anni, lo scorso 19 dicembre 2013, la fiscalità di vantaggio ha finalmente trovato attuazione con il provvedimento (decreto dirigenziale) del direttore generale delle finanze pubblicato sulla gazzetta n.301 del 24 dicembre 2013, relativo alle modalità applicative per l'attribuzione alla Regione Siciliana delle spettanze riconosciute dall'art.37 del regio decreto legislativo 15 maggio 1946 n.455, convertito in Legge Costituzionale 26 febbraio 1948 n.2 recante l'approvazione dello Statuto ha riconosciuto alla Sicilia le entrate derivanti dalle attività produttive svolte nell'isola da quelle imprese che hanno la sede legale fuori dalla Sicilia.
Parallelamente, con il D.d.l. n. 162 è stata sancita la modifica dell'art. 36, comma 2 dello Statuto della Regione Siciliana;
Il D.d.l. n.162, è stato esaminato dalla competente Commissione nella seduta n.52 del 30 ottobre 2013; è stato esitato per l'Aula all'unanimità nella seduta n.53 del 31 ottobre 2013; è stato discusso ed approvato all'unanimità dall'Assemblea Regionale Siciliana nella seduta n. 127 dell'11 febbraio 2014 ed è stato assegnato alla I Commissione Camera dei Deputati - Affari Costituzionali in sede Referente in data 5 giugno 2014
Nel diritto tributario, la fiscalità di vantaggio viene definita come "l'insieme delle disposizioni tributarie studiate per fornire incentivi a particolari aree geografiche di uno Stato, o a settori sociali e imprenditoriali, per favorirne lo sviluppo".
La fiscalità di vantaggio ha trovato un importante riconoscimento normativo nella Legge delega n.42/2009, sul cosiddetto federalismo fiscale, che, all'art. 1, comma 1, prevede espressamente come obiettivo "lo sviluppo delle aree sottoutilizzate nella prospettiva del superamento del dualismo economico del Paese".
La problematica inerente alla possibilità di prevedere speciali esenzioni, deduzioni ed agevolazioni in materia di imposte e tasse, a favore di territori e regioni svantaggiate e con il fine di favorirne lo sviluppo, si scontra, però, con i vincoli europei, che condizionano l'autonomia impositiva delle Regioni e degli altri Enti locali. 
In estrema sintesi, l'Unione Europea ammette in linea di principio la possibilità di concedere, da parte degli Stati, aiuti economici (anche in forma di sgravi ed esenzioni) volti a favorire e sostenere lo sviluppo di determinate aree e regioni particolarmente svantaggiate, a condizione, però, che tali aiuti non alterino le condizioni complessive degli scambi intra-unione e dunque non pregiudichino la concorrenza e la libera circolazione di beni e servizi a livello europeo.
Attualmente, l'Unione Europea ha ammesso la possibilità di interventi di fiscalità di vantaggio esclusivamente per le Regioni della Campania, Calabria, Basilicata, Puglia e Sicilia: in questo quadro, tali Regioni hanno la possibilità, attraverso propri interventi normativi, di modificare, ad esempio, le aliquote delle imposte di propria competenza, quali l'IRAP, ovvero di disporre esenzioni, detrazioni e deduzioni, purché nei limiti imposti dalla normativa comunitaria e dai criteri quadro stabiliti dalla legislazione statale. 